# ÖBB X532/s
Die ÖBB X532/s ist eine Bahndienstfahrzeug-Reihe der ÖBB. Sie besteht aus nur zwei Fahrzeugen und wird ausschließlich auf der Mariazellerbahn eingesetzt.

## Geschichte
Die ÖBB benötigten für die Wartung der Oberleitung auf der schmalspurigen Mariazellerbahn geeignete Fahrzeuge. Im Jahre 1964 lieferten die Firmen Tobisch und BBC zwei solche speziell konzipierte Turmwagen. Die Baureihe X532/s wurde von der Baureihe X532 abgeleitet. Beide Fahrzeuge waren ursprünglich rot/elfenbein lackiert.

## Konstruktion
Das Untergestell und der Kastenaufbau sind eine aus Formstahl und Blechen geschweißte Konstruktion, die sich mittels Blattfedern auf die zwei angetriebenen Achsen lagert. Der Kasten setzt sich aus einem Mittelteil und zwei unterschiedlich langen Vorbauten zusammen. Die hydraulische Hebebühne ist über eine Dachluke erreichbar. Da sich die Fahrleitung nur 3,9 Meter über der Schienenoberkante befindet, sind die Geländer der Hebebühne klappbar ausgeführt. Jedes Fahrzeug ist mit einem vor der Bühne angebrachten Scherenstromabnehmer ausgestattet.

## Technik
Die beiden Achsen werden dieselelektrisch mittels eines JW-100-Motors und über einen 70-kW-Generator in Tatzlagerbauart angetrieben.

## Einsatz
Die Fahrzeuge werden auf der Mariazellerbahn eingesetzt. Ein Turmwagen ist in Ober-Grafendorf, der andere in Gösing beheimatet.